# 山下楽平
山下楽平（やました らくへい、1992年1月30日 - ）は、ラグビーユニオンの選手。ジャパンラグビーリーグワンの三重ホンダヒートに所属している。

## 略歴
7歳から枚方ラグビースクール（大阪府）でラグビーを始めた。中学・高校は常翔啓光学園に進み、2008年（高2の時）に花園（全国高等学校ラグビーフットボール大会）で優勝した。
2010年、京都産業大学に入る。大学在学中はニュージーランドに留学。
2014年、神戸製鋼コベルコスティーラーズに加入。同年8月24日に行われたジャパンラグビートップリーグ第1節のリコーブラックラムズ戦に途中出場で公式戦初出場を果たした。
2014年、7人制日本代表に選出され、同年のアジア大会では金メダル獲得に貢献。
2025年6月、コベルコ神戸スティーラーズを退団。
2025年7月、三重ホンダヒートに加入した。

## 受賞歴

### ジャパンラグビートップリーグ
- 2014-15トップリーグ新人賞 最多トライゲッター ベストフィフティーン

### ジャパンラグビーリーグワン
- 2022 最多トライゲッター[7]

## MV出演
- Carnavacation「だれも知らない」[8]。